# 石山寺駅
石山寺駅（いしやまでらえき）は、滋賀県大津市螢谷にある、京阪電気鉄道石山坂本線の停留場。駅番号はOT01。

## 歴史
- 1914年（大正3年）
  - 2月15日：大津電車軌道が唐橋前駅から延伸された際の終点として、螢谷駅（ほたるだにえき）が開業[6][7][8]。
  - 6月4日：螢谷駅からの延伸に伴い[9]、石山寺駅開業[3][4][8]。
    - なお、当停留場の開業日は文献によって混在しており、螢谷駅開業日の2月とするものと石山寺駅開業日の6月とするものがある。
- 1927年（昭和2年）1月21日：太湖汽船との合併に伴い、琵琶湖鉄道汽船の停留場となる[9]。
- 1929年（昭和4年）4月11日：琵琶湖鉄道汽船が京阪電気鉄道に吸収合併[9]。同社の停留場となる。
- 1937年（昭和12年）8月20日：螢谷駅が廃止[8]、当停留場に統合[10]。
- 1943年（昭和18年）10月1日：阪神急行電鉄との合併に伴い、京阪神急行電鉄（現・阪急電鉄）の停留場となる[11]。
- 1949年（昭和23年）12月1日：京阪神急行電鉄の会社分離に伴い、京阪電気鉄道が設立[11]。同社の駅となる。
- 1950年（昭和25年）10月1日：石山蛍谷駅（いしやまほたるだにえき）に改称[7][8]。
- 1953年（昭和28年）4月1日：石山寺駅（いしやまでらえき）に再改称[7][8]。
- 1991年（平成3年）：駅舎改築竣工[4]。
- 2003年（平成15年）10月4日：駅員終日配置を一部時間帯配置に変更[7]。

## 停留場構造

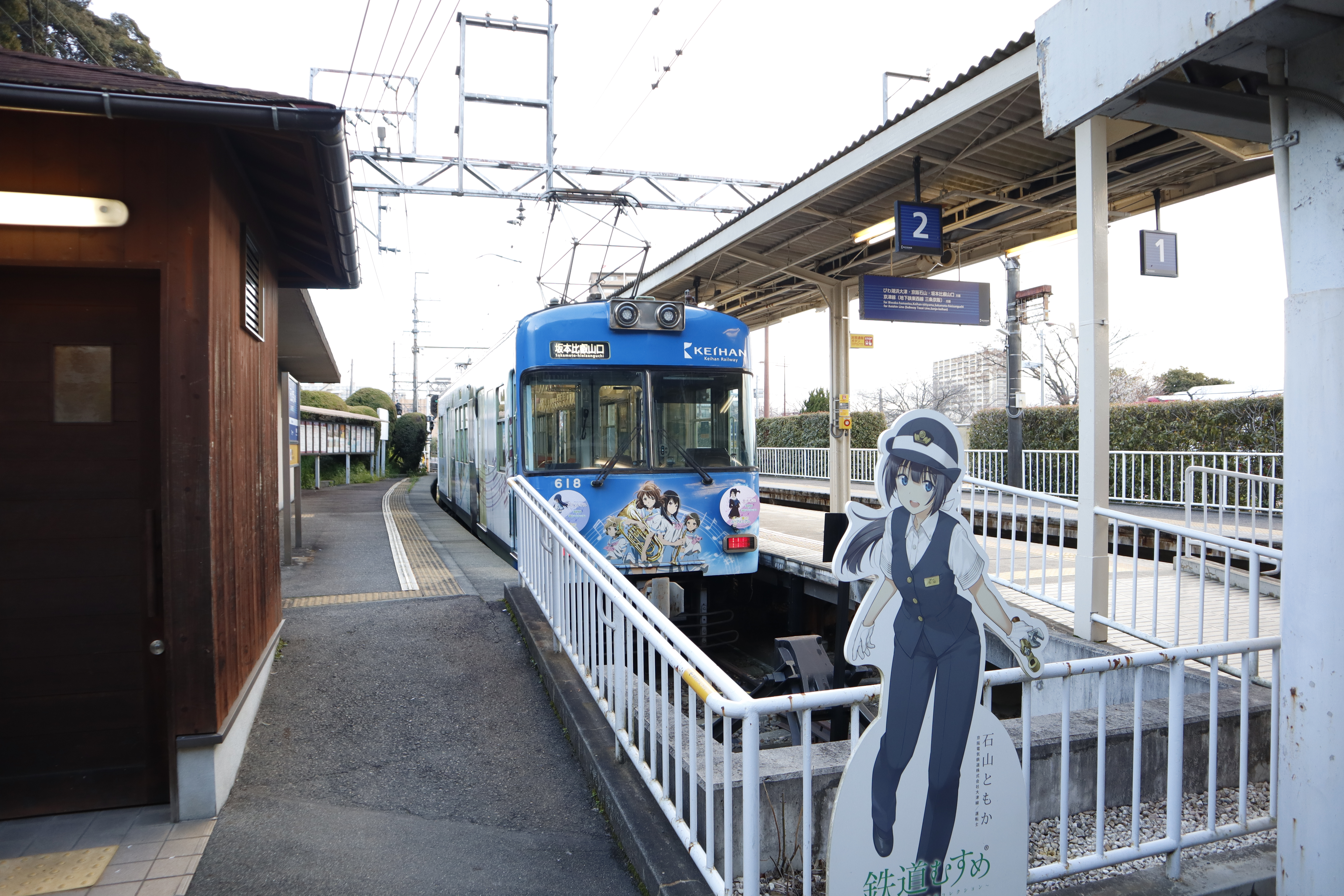
ホーム（2019年3月）

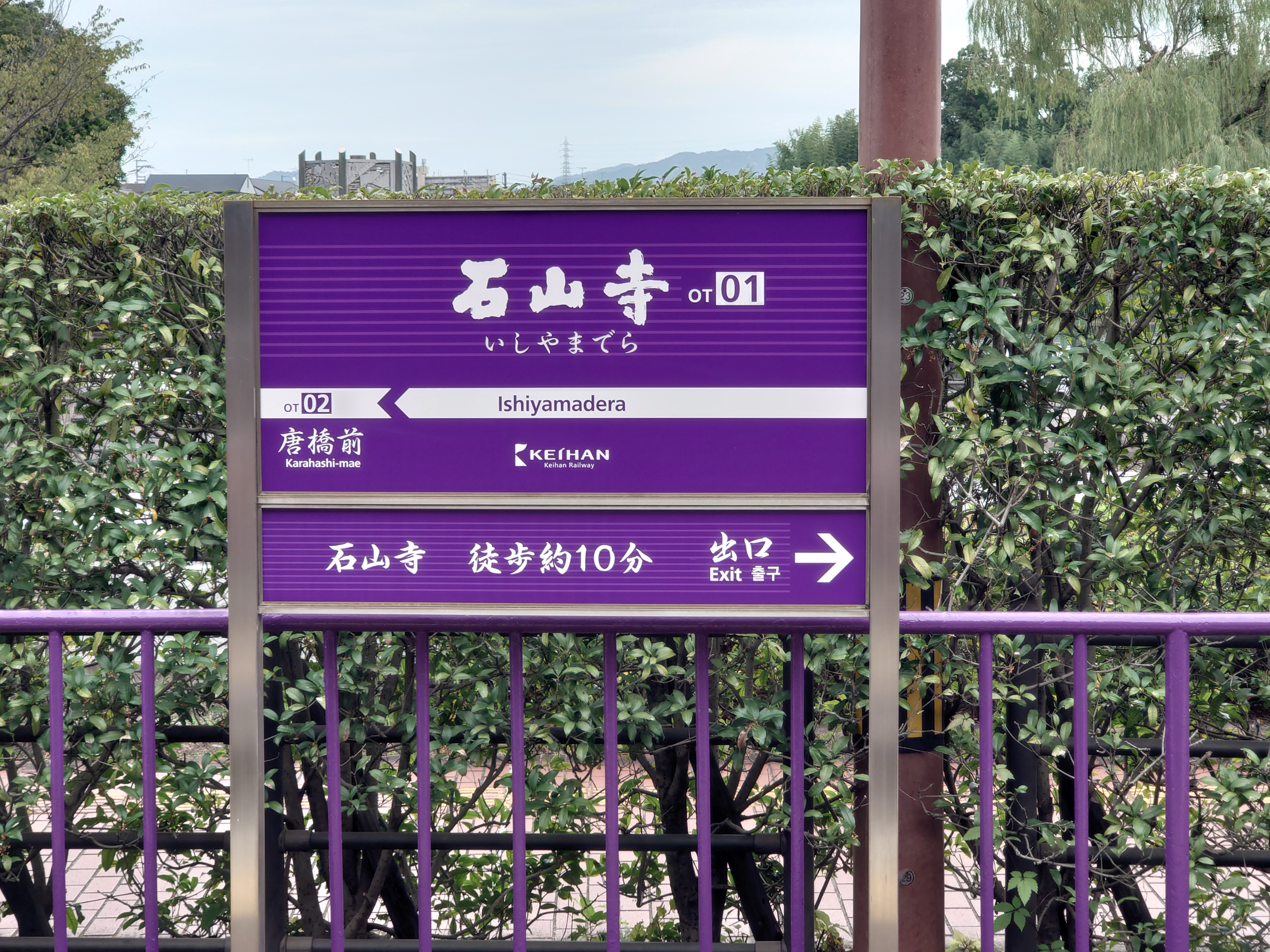
駅名標（2024年10月）

頭端式ホーム3面2線を有する地上駅である。2線とも車両両側をホームに挟まれる構成となっている（京阪では鋼索線を除くと唯一）、外側のホームは降車専用、内側のホームは乗車専用ホームとして運用される。2番線に停車する電車は混雑時に限り外側ホーム降車専用として使用する(通常は2番線を乗降車両用として使用)。
駅舎はホームより低い部分の頭端部に位置するため、ホームへはスロープが設置されている。
改札は自動改札化されている。運賃表は券売機の上に設置されるのが一般的だが、石山寺駅では横の壁に設置されている。

### のりば
| のりば                  | 路線                    | 行先                           | ホーム   |
| ----------------------- | ----------------------- | ------------------------------ | -------- |
| 1番のりば降車専用ホーム | 1番のりば降車専用ホーム | 1番のりば降車専用ホーム        | （単式） |
| 1・2                    | ▼石山坂本線             | びわ湖浜大津・坂本比叡山口方面 | （島式） |
| 2番のりば降車専用ホーム | 2番のりば降車専用ホーム | 2番のりば降車専用ホーム        | （単式） |

付記事項
- ホーム有効長は2両[10][13]。
- トイレ（車イス・オストメイト対応の多目的トイレを併設）は、2番のりば降車専用ホームに設置されている[16]。
- コインロッカー設置[14]

## 停留場周辺

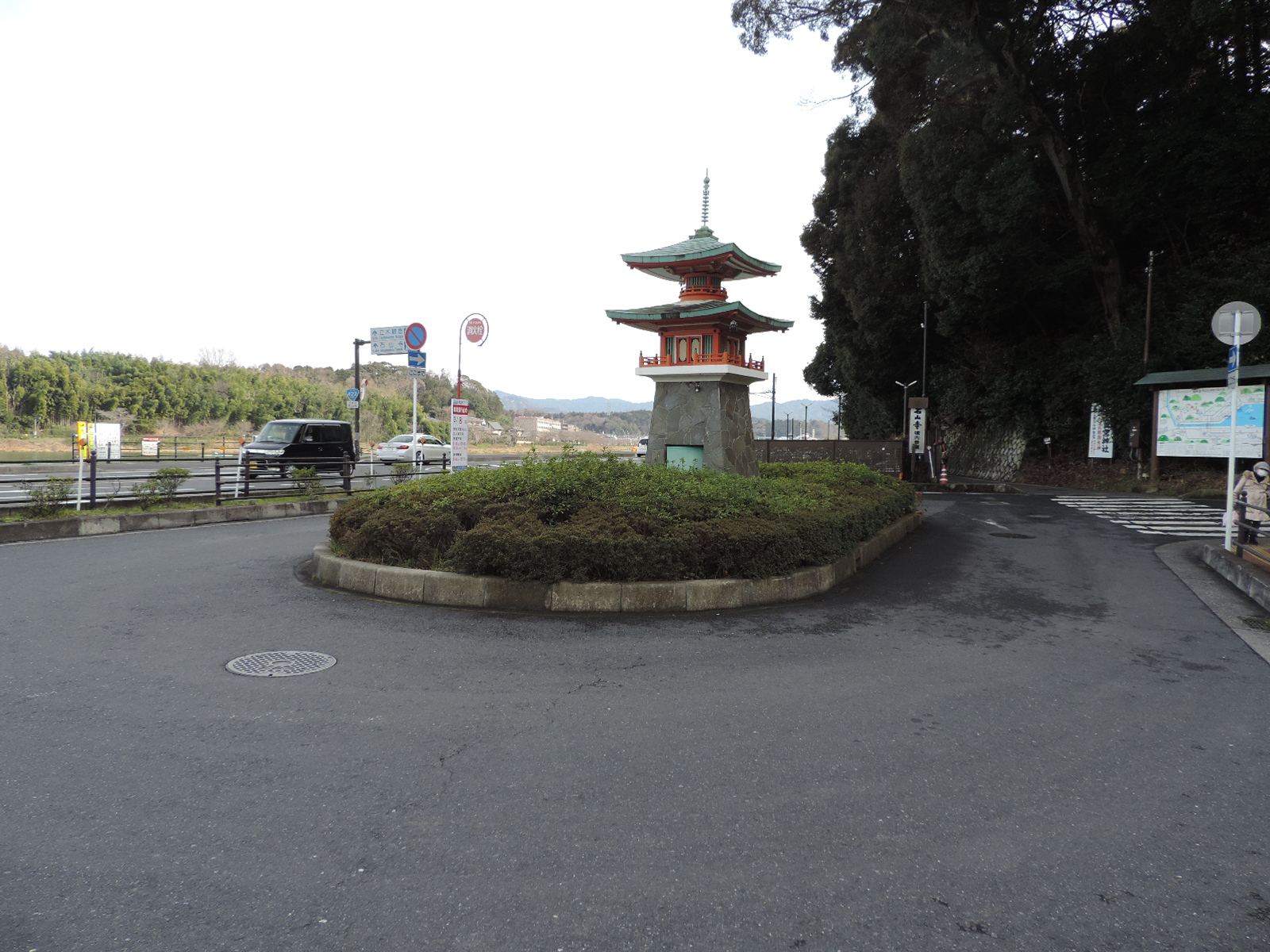
駅前ロータリー（2020年5月）

東側を国道422号が並行し、それに沿って瀬田川が流れる。国道沿いに下ると石山寺・石山公園・平津峠を経て南郷洗堰（瀬田川洗堰）に至る。駅北西側は住宅地となっているが、細い路地が入り組んでいる。その路地を西へ抜けると石山高校に至る。
石山坂本線は駅北側で名神高速道路・東海道新幹線と立体交差して唐橋前駅へ向かうが、この立体交差の付近には住友活機園という邸宅がある。石山坂本線の東側を並行する道路沿いには民家が多く建つが、マンションなどの集合住宅も建っている。瀬田川沿いにはボート部の合宿所や艇庫が所々に建つ。
- 石山寺[10][18][19] - 国道沿いを南へ徒歩約10分[20][18]。
- 石山寺港 - 杢兵衛造船所が運営する観光船が発着。
- 石山温泉[18]
- 蛍谷公園 - 駅向かい側にある公園。
- 伽藍山公園 - 駅南西側にある山に設けられた公園。
- 住友活機園
- 滋賀県立石山高等学校

## バス路線
停留場のすぐ隣に「京阪石山寺」バス停があり、京阪バスの路線が発着する。なお、平日の朝と夕方は甲賀市コミュニティバスの路線も発着する。
| 京阪石山寺             | 京阪石山寺 | 京阪石山寺 |
| 運行事業者             | 系統または路線名・行先 | 備考 |
| ---------------------- | --- | --- |
| 京阪バス               | 1：石山駅 / 石山団地 2：石山駅 / 新浜 4・54：石山駅 / 大石小学校 11：大津市民病院 14：大津駅 52：石山駅 / 南郷二丁目東 / 新浜 55：石山駅 / びわこ池田墓園 | 2：平日朝と深夜のみ運行。本数わずか。 11・14：平日朝に1便ずつ運行 54：平日朝と夕方のみ運行。本数わずか。 55：土曜・休日のみ。本数わずか。 |
| 甲賀市コミュニティバス | 朝宮線：信楽駅 | 平日のみ運行（※朝と夕方に1便ずつ） |

## その他

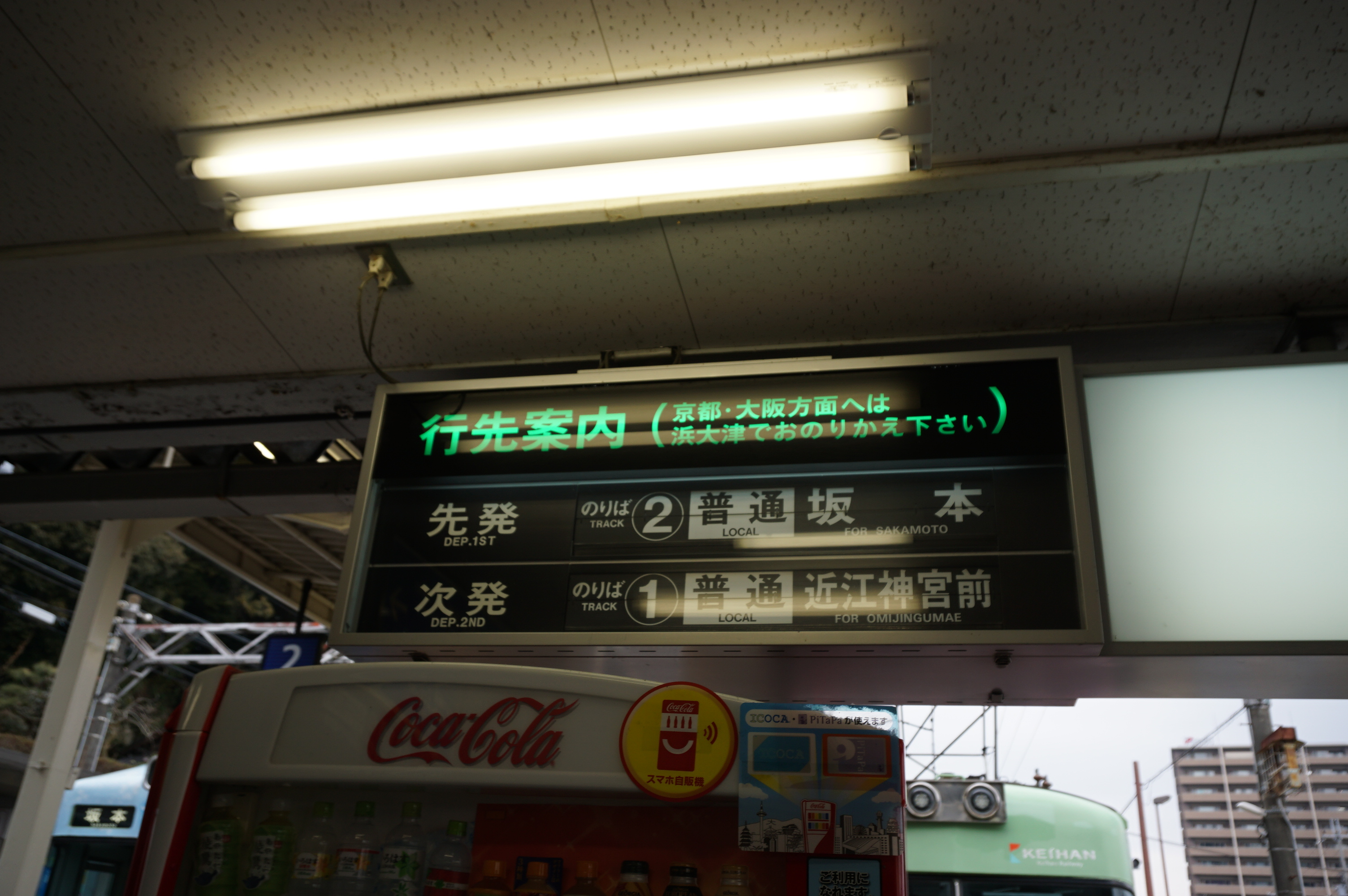
京阪で最後まで残ったフラップ式の行先案内機（2018年3月撤去）

- 当駅には反転フラップ式発車標が設置されていたが、2018年3月に撤去された。なお、反転フラップ式発車標は京阪線に限ると最後まで残存していたものであった。

## 隣の停留場
京阪電気鉄道
▼石山坂本線
石山寺駅 (OT01) - 唐橋前駅 (OT02)